# Bergholm (vid Kolko, Iniö)
Bergholm är en ö i Finland. Den ligger i Skärgårdshavet och i kommunen Pargas i landskapet Egentliga Finland, i den sydvästra delen av landet. Ön ligger omkring 47 kilometer väster om Åbo och omkring 200 kilometer väster om Helsingfors.
Öns area är 11,2 hektar och dess största längd är 0,7 kilometer i sydöst-nordvästlig riktning.